# 诸圣皇家礼拜堂
诸圣皇家礼拜堂（Royal Chapel of All Saints）又名维多利亚女王礼拜堂（Queen Victoria's Chapel）是一座英国圣公会皇家礼拜堂、二级登录建筑，位于英格兰伯克郡温莎大公园的皇家小屋旁。 是服务于居住在温莎大公园包括皇家小屋和坎伯兰小屋的居民和职员的堂区教堂。英国王室成员经常来此礼拜，包括维多利亚女王、克里斯蒂安王子（石勒苏益格-荷尔斯泰因）与海伦娜公主、约克公爵夫妇，以及伊丽莎白王太后。王太后的遗体也曾停放在这座礼拜堂内。诸圣皇家礼拜堂的牧师由圣乔治礼拜堂的一位法政牧師担任。
目前的礼拜堂由温莎城堡的建筑师杰弗里·威雅维尔设计，当时正在重修温莎城堡，乔治四世经常住在皇家小屋，因此需要使用较大的礼拜堂。新堂在1825年棕枝主日投入使用。